# Neu-Jürgenstorf
 Neu-Jürgenstorf  ist ein Ortsteil der Gemeinde Lüdersburg im Landkreis Lüneburg in Niedersachsen.

## Geografie und Verkehrsanbindung
Der Ort liegt südöstlich des Kernortes Lüdersburg im Biosphärenreservat Niedersächsische Elbtalaue. Die Landesstraße L 219 verläuft nördlich. Die Neetze, ein Nebenfluss der Ilmenau, fließt 2,5 km entfernt südlich und die Elbe 6 km entfernt nördlich. Etwa 2,5 km nördlich liegt der langgestreckte Ahrenschulter See, eine Verbreiterung der Bruchwetter.